# Concert per a piano núm. 1 (Chopin)
El Concert per a piano núm. 1 en mi menor, Op. 11 del compositor polonès Frédéric Chopin va ser compost l'any 1830. Va ser estrenat l'11 d'octubre de 1830, al Teatre Nacional de Varsòvia, amb el compositor com a solista durant un dels concerts de "comiat", abans que Chopin abandonara Polònia. Va ser el primer dels seus dos concerts per a piano en ser publicat i, per tant, se'l va denominar com Concert per a piano "número 1" en el moment de la seua publicació, tot i que en realitat va ser compost immediatament després del que després seria publicat com Concert per a piano núm. 2.
Està estructurat en els tres moviments típics:
1. Allegro maestoso
2. Romance - Larghetto
3. Rondo - Vivace

Tradicionalment la crítica s'ha mostrat dividida respecte a aquesta obra. Per a uns, Chopin era fonamentalment un compositor per a piano i, per tant, consideren que en aquest cas l'acompanyament orquestral no és més que un vehicle per al solista; així, les parts exclusivament orquestrals manquen d'interès. Altres són de l'opinió que l'acompanyament orquestral està deliberadament i acuradament escrit per a embolcallar el so del piano, i que la simplicitat de l'orquestració és una elecció conscient per a buscar el contrast amb la complexitat de l'harmonia.

## Instrumentació
- Flautes
- Oboès
- Clarinets en do
- Fagots
- Trompes en mi
- Trompes en do
- Trompetes en do
- Trombó
- Timbales
- Piano solista
- Violins primers
- Violins segons
- Violes
- Violoncels
- Contrabaixos[2]